# Черчесов, Алан Георгиевич
Ала́н Гео́ргиевич Черче́сов (осет. Черчесты Георгийы фырт Алан; род. 14 апреля 1962, Орджоникидзе (ныне: Владикавказ, Северная Осетия), СССР) — российский писатель; прозаик, педагог.

## Биография
Алан Черчесов родился в семье писателя Георгия Ефимовича Черчесова. Окончил с золотой медалью гимназию № 5 г. Владикавказа. Окончил филологический факультет Северо-Осетинского государственного университета (1984) и аспирантуру филфака МГУ (1989), где и защитил кандидатскую диссертацию на тему «Проблемы массовой культуры. Нео-консервативные тенденции в массовой беллетристике США (1970-80-е гг.)». Кандидат филологических наук. Преподавал в Северо-Осетинском университете (1990—1998), в Университете штата Индиана (1995; США), работал начальником международного отдела в научном центре Северной Осетии (1996—1997). В 1994 году получил исследовательскую стипендию Правительства Норвегии. Учредитель, ректор, президент Института цивилизации (г. Владикавказ), негосударственного образовательного учреждения высшего профессионального образования. Главный редактор научного альманаха «Вестник Института цивилизации».
Пишет на русском языке. Дебютировал публикацией рассказа «И будет лето...» в журнале «Новый мир» в 1990 году. Затем были опубликованы повесть «Дождь — одинокий прохожий» (журнал «Волга», № 6, 1990), романы «Реквием по живущему», выдержавший несколько изданий (журнал «Волга», № 3-6, 1994; Издательство имени Сабашниковых, Москва, 1995; Владикавказ, 2004; Издательские решения, Москва, 2018) и переведенный на немецкий (Fischer Verlag, Frankfurt-am-Main, 1999, пер. Annelore Nitschke), английский (Glas Publishers/NorthWestern University Press, 2005, пер. Subhi Shervell) и арабский (Animar Publishing House, Cairo,2013) языки, «Венок на могилу ветра» (Лимбус Пресс, Санкт-Петербург, 2000, Издательские решения, Москва, 2018), переведенный на немецкий язык (DVA, Munchen, 2003, пер. Annelore Nitschke), «Вилла Бель-Летра» (журнал «Октябрь», № 10-12, 2005; Издательство «Время», Москва, 2006) и «Дон Иван» (Астрель, Москва, 2012). Автор многих рассказов и повести «Клад» («Октябрь», Москва, 2018; Издательские решения, Москва, 2018).
Публиковался также в журналах «Знамя», «Дружба народов», «Россия», «Владикавказ», издательстве «Советский писатель» и др.
Автор перевода с английского романа Джозефа Уэмбо «Новые центурионы». — Радуга, Москва, 1992 г. (неоднократно переиздавался другими издательствами). Автор сценария полнометражного художественного фильма «Между небом и небесами» по мотивам рассказа «И будет лето...». Автор нескольких десятков научных и публицистических статей, публиковавшихся на русском, английском, немецком, французском и фламандском языках.
Кандидат филологических наук, доцент. Организатор и участник международных, всероссийских и региональных научных симпозиумов и конференций. Участник Лейпцигской (2000 г.) и Франкфуртской (2003 г.) международных книжных ярмарок; участник международных писательских фестивалей.
Персональные авторские чтения в Германии, Австрии, Бельгии, Швейцарии, Китае и США.
В марте 2014 года вместе с рядом других деятелей культуры выразил своё несогласие с политикой российской власти в Крыму.
Женат. Воспитывает дочь и сына.

## Произведения и библиография
- «И будет лето» (рассказ). — Новый мир, № 3 (1990) (дебют)
- «Война длинною в жизнь» (сборник избранных рассказов писателей Северного Кавказа). — АСТ, Москва (2007)
- «Голый остров» (рассказ) // Правила игры. Избранные рассказы молодых российских писателей. — Советский писатель, Москва (1990)
- Альманах «Владикавказ», № 2, Владикавказ (1995)
- «Дождь – одинокий прохожий» (повесть). — Волга, № 6 (1990)
- «Реквием по живущему» (роман). — Волга, № 3-6 (1994)
- Издательство имени Сабашниковых, Москва (1995)
- Владикавказ (2004)
- Издательские решения, Москва (2018)
- Fischer Verlag, Frankfurt-am-Main (1999) (на немецком языке, пер. Annelore Nitschke)
- Glas Publishers/NorthWestern University Press (2005) (на английском языке, пер. Subhi Shervell)
- Издательство Animar Publishing House, Cairo (2013) (на арабском языке)
- «Венок на могилу ветра» (роман). — Лимбус-Пресс, Санкт-Петербург (2000)
- Издательские решения, Москва (2018)
- DVA, Munchen (2003) (на немецком языке, пер. Annelore Nitschke)
- «Венок на могилу ветра» (отрывок из романа). — Россия, № 2 (1997)
- «Венок на могилу ветра» (фрагмент романа). — Знамя, № 7 (2000)
- «Вилла Бель-Летра» (роман). — Октябрь, № 10-12 (2005)
- Издательство «Время», Москва (2006)
- «Дон Иван» (отрывок из романа). — Иные берега, июнь (2008)
- «Дон Иван» (роман). — Издательство "Астрель" (2012)
- «Три коротких рассказа про очень короткую жизнь» (подборка рассказов). — Октябрь, № 11 (2012)
- «Два рассказа» («Другая нога» и «Случайный снимок»). — Октябрь, № 4 (2013)
- «Экзамен» (рассказ с ладонь). — Октябрь, № 10 (2014)
- «Палец в ране» (рассказ). — Октябрь, № 11 (2014)
- «Клад» (повесть). — Октябрь, № 10 (2018)
- «Клад» (рассказы и повесть). — Издательские решения, Москва (2018)
- «Клад» (сборник прозы). — Эксмо, Москва (2020)

## Литературные премии
- 2001 — Малая премия им. Аполлона Григорьева Академии русской современной словесности за роман «Венок на могилу ветра».
- 2001 — Финалист премии «Букер» за роман «Венок на могилу ветра».
- 2001 — Номинант премии «Национальный бестселлер» за роман «Венок на могилу ветра»
- 2005 — Премия журнала «Октябрь» за лучшую публикацию года за роман «Вилла Бель-Летра».
- 2006 — Финалист премии «Русский Букер» за роман «Вилла Бель-Летра».
- 2006 — Номинант премии «Большая книга» за роман «Вилла Бель-Летра».
- 2012 — Номинант премии «Большая книга» за роман «Дон Иван».

## Гранты и стипендии
- Международная писательская стипендия Культурреферата г. Берлина (писатель-резидент, замок Виперсдорф, Германия, февраль-апрель 2000 г.).
- Международная писательская стипендия Культурреферата г. Мюнхена (писатель-резидент, вилла Вальдберта, Фельдафинг, Германия, июнь-август 2001 г.).
- Международная годичная писательская стипендия по программе Немецкой академической службы обменов DAAD (писатель-резидент, Берлин, 2002—2003 гг.).
- Международная писательская стипендия Бельгийского литературного общества Het Beschrijf (писатель-резидент, Пасса Порта, Брюссель; вилла Хеллебош, Воллезеле, Фландрия 2005 г. и 2009 г.).
- Участник программы обменов «Открытый мир», США (University of Iowa, Iowa City, IA; University of Chicago, Chicago, IL; CECArtslink, New York City, 2008 г.);
- Участник международной писательской программы Университета Айовы (писатель-резидент, Айова-сити, Айова, 2010 г.).
- Участник международного писательского семинара Баптистского университета Гонконга (писатель-резидент, Гонконг, 2011 г.).
- Исследовательский грант Правительства Норвегии (Университет г. Осло, 1994 г.).
- Исследовательский грант USIA — Fulbright Junior Faculty Development Program (Университет Индианы, г. Блумингтон, США, январь-сентябрь 1995 г.).

## Цитаты
Алана Черчесова
- «У пошлости перед благопристойностью есть несомненное преимущество: она увлекательна. Всегда хочется почесать там, где свербит. Ничто так не возбуждает изысканную публику, как безнравственные поступки, — при условии, что они сходят ей с рук»[2]
- «Доброта сродни сифилису: трудно лечится и, пока дело не кончится провалившимся носом, до обидного не заметна для окружающих»[3]
- «Вписать в правду ложь еще не означает соврать»
- «Ненависть - неприхотливое чувство, приходит по первому зову и далеко не уходит. Как слепая и верная сука. Я эту суку люблю. Оскал её часто бодрит и отгоняет от наших поджавшихся задниц шакалов отчаяния».
- «Так повелось, что лютая ненависть к власти сопрягается в нашем народе с неизбывной надеждой на власть»

Об Алане Черчесове
- «Редко кто сейчас пишет по-русски так красиво и самозабвенно, как Алан Черчесов» Андрей Немзер.
- «Автор обладает талантом и мужеством, в противовес всем современным течениям и модам, без опоры на привычное и известное создавать нечто совершенно оригинальное» Ота Филипп. «Пассауэр Нойе Прессе» (Германия)
- «Особенно захватывает самобытный образный язык Черчесова… С такой мощью и творческой силой редко кто способен писать». Петер Келер. «Тагесшпигель» (Германия)
- «Менее талантливый писатель состругал бы из таких мотивов мрачный триллер. Черчесов же из этого материала делает большую литературу». Клаус-Петер Вальтер. «Ди Вельт» (Германия)
- «Первое и главное. Алан Черчесов — виртуоз. Он пишет так лихо, так игриво, так свободно и так легко, как мало кто (никто!) сегодня на русском языке. Он наслаждается то бурным, то легкоструйным, то нежным, то вовсе беззвучным, то грохочущим течением слов и своей над ними бесконечной властью до того откровенно и заразительно, что не увлечься просто немыслимо — и вы бросаетесь за резвым кабальеро стиля вслед». Майя Кучерская. «Ведомости»
- «...Букеровские шансы «Дон Ивана» достаточно высоки. Конечно, и на старуху бывает проруха. Своеволие наших судейских бригад (и стоящего за ними литераторского сообщества) может запросто порушить самый выверенный расчет. Однако, если новое букеровское жюри (состав которого пока еще неизвестен) обнесет «дониаду» лаврами, не автор будет тому виной. Проницательные издатели (короли книжного рынка) зрят в корень: для победы Черчесов сделал все что мог. А может он много». Андрей Немзер. «Московские новости»
- «Список премий, на которые выдвигали книжки писателя Черчесова («Венок на могилу ветра», «Вилла Бель-Летра»), превышает собственно список книжек раза в два. А перечень полученных им международных грантов и стипендий длиннее библиографии раза в три. При этом не сказать чтоб среди русскочитающей публики так уж легко было отыскать человека, не понаслышке знакомого с творчеством «изощренного стилиста набоковской школы» (цитата из рецензии). Не факт, что после выхода «Дона Ивана» количество желающих насладиться оборотами вроде «Я отвернулся и попробовал быть снисходительным, вот только снисходить до меня снисходительность не торопилась» будет исчисляться сотнями тысяч, но что это название мы неоднократно услышим в премиальном контексте, можно поручиться». Алексей Евдокимов. «Lifenews»